# Ucrânia 1–3 Hungria (1992)
Ucrânia 1 x 3 Hungria foi o primeiro jogo oficial da Seleção Ucraniana após o reconhecimento da FIFA.
Disputado em 29 de abril de 1992, terminou com vitória da Hungria por 3 a 1 - István Salloi e József Kiprich foram os autores dos gols da equipe visitante, enquanto Ivan Hetsko foi o responsável pelo primeiro gol da Ucrânia em partidas internacionais. Porém, a FIFA ainda não reconhecia a oficialidade da Ucrânia, e por isso o resultado não foi validado pela entidade.

## Cenário Pré-Jogo
O jogo foi realizado quase por acaso, depois que o presidente da Federação de Futebol da Ucrânia passava férias em Budapeste com sua esposa, e pararam em frente à sede da Federação Húngara. Os dois dirigentes aceitaram a disputa de um jogo entre as equipes.
Inicialmente era para o jogo ser disputado em 28 de abril, porém foi adiado para o dia seguinte, e também houve a troca do estádio que abrigaria a partida, que foi realizada em Uzhhorod.
A Ucrânia pretendia contar com o veterano técnico Valeriy Lobanovskiy, que no entanto estava ainda vinculado à seleção dos Emirados Árabes. Coube a Viktor Prokopenko, então comandante do Chornomorets Odessa, assumir o cargo de primeiro técnico na história da Seleção Ucraniana, superando Anatoliy Puzach e Valeriy Yaremchenko.
Depois da dissolução da União Soviética e a curta experiência da Seleção da CEI na Eurocopa de 1992, que em paralelo ao jogo entre Ucrânia e Hungria, disputou um amistoso contra a Inglaterra.

### Convocados
20 jogadores foram convocados por Prokopenko para o amistoso:
- Goleiros: Ihor Kutepov e Viktor Hryshko;
- Defensores: Oleg Luzhnyy, Yuri Moroz, Yuri Nikiforov (4/0), Serhiy Tretyak, Yevhen Drahunov e Serhiy Bezhenar;
- Meio-campistas: Andriy Annenkov,, Serhiy Kovalets,, Serhiy Zayets, Yuriy Shelepnytskyi,, Yuri Sak, Ilya Tsymbalar, Serhiy Pohodin e Yuriy Dudnyk;
- Atacantes: Oleg Salenko, Ivan Hetsko (5/0), Serhiy Husyev e Sergey Shcherbakov.
- Comissão técnica
  - Treinador: Viktor Prokopenko;
  - Auxiliares: Mykola Pavlov e Leonid Tkachenko.

Pela Hungria, Emerich Jenei selecionou:
- Goleiros: István Brockhauser (5/0) e Tamás Balogh;
- Defensores: Tibor Simon (6/0), Tamás Mónos, András Telek, Emil Lőrincz, Zsolt Limperger (16/1) e Tibor Balog;
- Meio-campistas: Gábor Márton (1/0), Péter Lipcsei (7/0), István Pisont (4/0) e Béla Illés (4/0);
- Atacantes: József Kiprich (50/19), István Salloi, István Vincze (23/5) e Kálmán Kovács (42/12).

## O jogo
Depois de terminar o 1º tempo sem gols, as duas equipes foram para a segunda etapa com estratégias diferentes: a Ucrânia apostava na defesa, enquanto a Hungria jogava no contra-ataque, e aos 16 minutos, depois de receber passe na grande área, Salloi abriu o placar. Uma bobeada da defesa ucraniana permitiu a Kiprich aumentar a vantagem magiar aos 25, e aos 39, o próprio balançou as redes pela segunda vez, em cobrança de pênalti. No final da partida, Hetsko cobrou falta com um chute forte, não dando chances a Balogh, que substituíra Brockhauser dois minutos antes, fazendo o primeiro gol da Seleção Ucraniana, mas não impediu a derrota por 3 a 1.

### Detalhes
| 29 de abril de 1992 | Ucrânia    | 1 – 3                                          | Hungria                              | Avanhard Stadium, Uzhhorod          |
| 19:00 (LST)         | Hetsko 90' | Relatório (em ucraniano) Report (hu) Relatório | Salloi 61' · Kiprich 70', 84' (pen.) | Público: 13,000 Árbitro: Vadim Zhuk |

| Ucrânia | Hungria |

| GK                |  | Ihor Kutepov            |     |     |
| DF                |  | Oleg Luzhnyy            |     |     |
| DF                |  | Yuri Nikiforov          |     |     |
| DF                |  | Serhiy Bezhenar         |     |     |
| MF                |  | Serhiy Tretyak          |     |     |
| MF                |  | Serhiy Kovalets         | 71' |     |
| MF                |  | Ilya Tsymbalar          |     |     |
| MF                |  | Yuriy Shelepnytskyi (c) |     |     |
| MF                |  | Oleg Salenko            |     | 59' |
| MF                |  | Serhiy Pohodin          |     | 56' |
| FW                |  | Sergey Shcherbakov      |     | 69' |
| Substitutos:      |  |                         |     |     |
| GK                |  | Viktor Hryshko          |     |     |
| FW                |  | Ivan Hetsko             |     | 59' |
| MF                |  | Yuri Sak                |     | 56' |
| FW                |  | Serhiy Husyev           |     | 69' |
| DF                |  | Yevhen Drahunov         |     |     |
| MF                |  | Andriy Annenkov         |     |     |
| DF                |  | Serhiy Zayets           |     |     |
| DF                |  | Yuriy Moroz             |     |     |
| MF                |  | Yuriy Dudnyk            |     |     |
| Técnico:          |  |                         |     |     |
| Viktor Prokopenko |  |                         |     |     |

| GK            |  | István Brockhauser |     | 88' |
| DF            |  | Tamás Mónos        | 16' |     |
| DF            |  | András Telek       |     |     |
| DF            |  | Tibor Simon        |     |     |
| DF            |  | Emil Lőrincz       |     | 86' |
| DF            |  | Zsolt Limperger    |     | 58' |
| FW            |  | József Kiprich     |     |     |
| MF            |  | Gábor Márton       |     | 82' |
| FW            |  | István Salloi      | 17' | 74' |
| MF            |  | Péter Lipcsei      |     |     |
| FW            |  | István Vincze      |     |     |
| Substitutos:  |  |                    |     |     |
| GK            |  | Tamás Balogh       |     | 88' |
| MF            |  | István Pisont      |     | 74' |
| DF            |  | Tibor Balog        |     | 58' |
| FW            |  | Kálmán Kovács      |     | 86' |
| MF            |  | Béla Illés         |     | 82' |
| Técnico:      |  |                    |     |     |
| Emerich Jenei |  |                    |     |     |

## Links
- - UkrSoccerHistory.com (em ucraniano)
- Resumo do jogo
- Resumo do jogo